# 卢刚事件
卢刚事件，是指1991年11月1日就读于美国爱荷华大学的中国大陸博士留学生卢刚（1963年11月8日-1991年11月1日）在校园中射杀数人的枪击事件。该事件在当时曾震惊中美两国，也引起了一场关于中美两国教育弊端的讨论。2007年，美國電影《鹽湖城校園事件》，就是依盧剛校園槍殺事件改編。

## 卢刚简历
卢刚生于北京市，18岁考入北京大学物理系，1984年通过CUSPEA考试，1985年本科毕业后进入爱荷华大学物理与天文学系攻读研究生。1991年通过论文答辩获得博士学位。他的博士论文题目是《Study of the "critical ionization velocity" effect by particle-in-cell simulation (ionization)》，导师是本系教授克里斯托弗·戈尔咨（Christoph K. Goertz）。

## 经过
1991年11月1日下午三点半左右，卢刚进入了正在进行专题研讨会的爱荷华大学凡·艾伦物理系大楼（Van Allen Hall）三楼的309室，在旁听约五分钟后，他突然拔出装填了.38史密斯威森特殊弹的转轮手枪开枪射击，他首先击中他的博士研究生导师，47岁的戈尔咨（Christoph K. Goertz，1944年3月22日-1991年11月1日）教授，并在戈尔咨教授倒下之后，又在教授脑后补了一枪；然后，他又朝他的博士研究生导师助理史密斯（Robert Alan Smith，1946年3月8日-1991年11月1日）副教授身上开了两枪。此时，在场的众多人士才有所醒悟，纷纷逃离现场，这时卢刚又瞄准了当时在场的另一位中国留学生，27岁的山林华（1964年11月25日-1991年11月1日）博士，接连向山林华的的脑部和胸膛连开数枪。随后，卢刚离开了第一现场到达二楼208室系主任办公室，一枪射杀了44岁的系主任尼克森（Dwight R. Nicholson，1947年10月3日-1991年11月1日）。在确认尼克森死亡之后，卢刚又返回第一现场，发现几个学生正在抢救奄奄一息的史密斯教授，于是又朝史密斯的脑部补发了致命的一枪。
然后卢刚持枪离开物理系大楼到达生物系大楼，由一楼走到四楼，似乎在寻找一名女性目标（有目击者见他进入女厕所寻人），其间遇到师生多人，但卢刚并未开枪。
在未找到射击目标之后，卢刚又进入了行政大楼，衝入一楼111室的校长办公室，向副校长安妮·克黎利（T. Anne Cleary，1934年12月12日-1991年11月1日）前胸和太阳穴连开两枪，又朝学生事務办公室内的工讀生茜奥森（Miya Sioson，1968年-2008年12月4日）开了一枪。
随后，卢刚到达二楼的203室，饮弹自尽。

## 结果
整个枪击过程不足20分钟，卢刚在自杀前总共向六个人开枪，除女学生茜奥森（Miya Sioson）被击中脊椎，颈部以下全身瘫痪外，其余五人全部丧命。
警方在随后的调查中又有部分发现，杀人者使用的武器为38口径连发左轮手枪，另一把22口径手枪被随身携带但未使用。此外警方也截获并扣押了卢刚在事发前几天寄回国内的包裹、家信、汇款等，并查到了卢刚的遗书，据爱荷华大学官方宣称遗书共五页，其中四页英文一页中文，但在事发一个多月后警方仅向媒体公开了四页英文遗书。
关于杀人者的枪杀动机，警方未有正式的结论。根据，卢刚生前寄给《纽约时报》、《洛城时报》、《芝加哥论坛报》及当地电视台寄发的英文声明信所述，杀人的主要动机为：卢刚认为导师故意扣留迟发他的论文以及帮助求职的介绍信；留校工作却没有得到應得的工资；山林华的毕业和荣誉的获得都是因为教授袒护。卢刚多方申诉无果，由此归罪于山林华、他的教授和學校领导人。

## 各方反应
卢刚事件在美国华人社圈中反响很大，各华文报刊几乎众口一辞，对卢刚其人痛加指责。但是有人认为华文报刊的敏感反应和对其中国大陆背景也不着边际地抨击一番，却隐含卢刚的那种极端的思维方式。实际上，大部分美国人只是把这个事件当成一个个案来看。卢刚身边的同学也指出了这事件中，其导师的问题，亚裔融入美国主流社会的问题，及美国新移民与本土人的冲突。
在枪击事件发生後的第三天，受害人之一的安妮·克黎利女士的家人，通过媒体发表了一封给卢刚家人的公开信，信中追忆了安妮·克黎利女士的成就，并以宽容的态度希望能分担彼此的哀伤。關於信的內容，可參閱香港作家葛雋2006年著作《「不是」定理》散文之一《愛與寬恕》。

## 相關事件
2016年，一位在爱荷华大学商學院就讀的中国留学生在其社交網站留言：“这学期我这么认真学习，如果学校还是让我挂了，就让教授们体会下当年卢刚的恐惧。”結果被大學開除學籍，並被要求離開美國。